# California College of the Arts

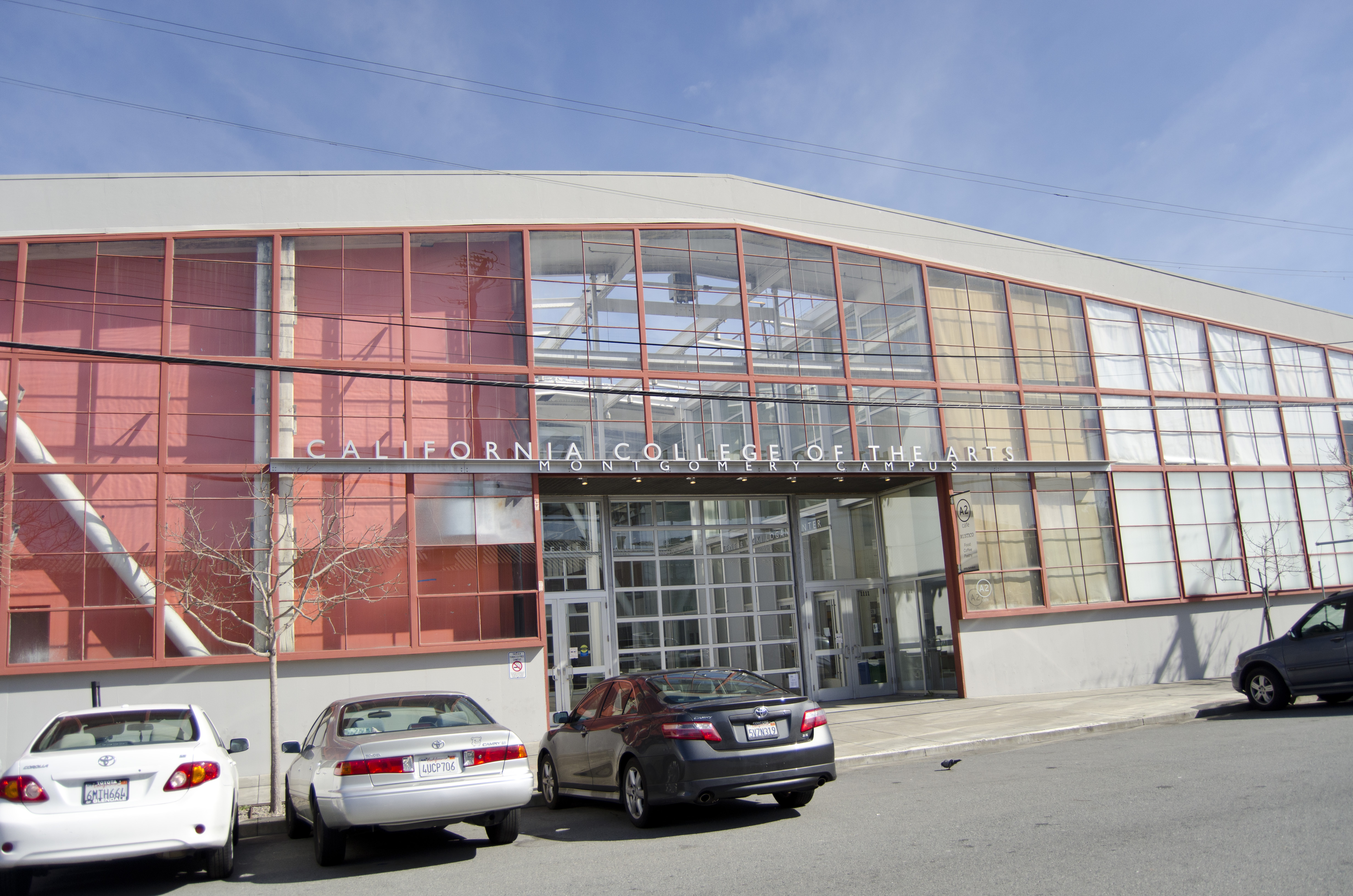
Montgomery-Gebäude des Campus San Francisco

Das California College of the Arts wurde 1907 im US-Bundesstaat Kalifornien unter dem Namen California College of Arts and Crafts gegründet und ist bekannt für seine umfassenden interdisziplinären Studiengänge in den Bereichen Kunst, Design, Architektur und Schreiben. Es besteht ein Campus in Oakland und in San Francisco. Das College ist eine der besten und renommiertesten Ausbildungsstätten im Bereich der Kunst und des Designs in den Vereinigten Staaten und wird zu den weltweit führenden Einrichtungen seiner Art gezählt. Es ist Mitglied in der Association of Independent Colleges of Art and Design (AICAD), einem Verbund von 36 führenden Kunstinstitutionen in den USA.

## Studienangebot
Das College bietet Bachelor- und Masterstudiengänge in den Kunstwissenschaften, Architektur, kuratorischer Praxis, visual critisim, Design, design strategy, interaction design und Schreiben an. Das CCA verleiht den Bachelor der Architektur, der Künste, der Kunstwissenschaft, den Master der Architektur, der Philosophie und der Kunstwissenschaft und den Master business administration in design strategy.
An beiden Standorten werden fast täglich Vorträge, Künstlergespräche und andere Veranstaltungen angeboten. Das Wattis-Institut für Zeitgenössische Künste ist ein Forum für die zeitgenössische Spitzenkultur. Seine innovativen Ausstellungen und begleitenden Veröffentlichungen und Vorträge sind die charakteristischen Merkmale des Instituts. Der Direktor des Instituts Jens Hoffmann war für einige der stimulierenden und herausragenden Programmpunkte verantwortlich.
Gesponserte Werkstattkurse ermöglichen es den Studenten mit Profis – zum Beispiel von IDEO und Gensler – zusammenzuarbeiten.
Praktika helfen Studenten praktische Erfahrung zu gewinnen, berufliche Kontakte zu knüpfen, während sie gleichzeitig Scheine (Creditpoints) erwerben können. Praktika sind für die Studiengänge in Architektur, Raumgestaltung, Industriedesign und Grafikdesign erforderlich.
Das Zentrum für Öffentlichkeitsarbeit organisiert Vorträge, Ausstellungen, Zusammenarbeiten mit der Öffentlichkeit, vermittelt Stipendien und Kontakte zu Gemeinden in der Bay Area sowie internationale Kontakte. Eine Initiative fördert die Zusammenarbeit mit außeruniversitären Experten bei besonderen kommunalen Fragestellungen. Das Austauschprogramm ermöglicht den Studenten einen Aufenthalt an über dreißig internationalen Kunst- und Designhochschulen. Für ausländische Studierende werden Sommerkurse angeboten.

## Geschichte
Das College wurde 1907 von Frederick Meyer in Berkley als Schule der Kunsthandwerkergilde Kaliforniens auf der Höhe des Arts and Crafts Movements gegründet. Der erste Standort der Schule war das Studio Building in der Shattuck Avenue in Berkeley. 1908 wurde die Schule umbenannt und zog in das Gebäude einer ehemaligen Schule gegenüber der University of California. Im Jahr 1910 erfolgte ein weiterer Umzug, diesmal in die Nähe der Berkley High School. 1922 erfolgte der Umzug an den heutigen Standort in Oakland östlich der Kreuzung von University Aveneue und Broadway. 1936 wurde die Schule in California College of Arts and Crafts (CCAC) umbenannt. 2003 änderte die Schule ihren Namen in California College of Arts (CCA).
Absolventen hatten von der Mitte des 20. Jahrhunderts. großen Einfluss auf verschiedene Kunstbewegungen. Robert Arneson, Peter Voulkos und Viola Frey gaben der Töpferei neue Impulse und etablierten das Medium in den bildenden Künsten. Jack Mendenhall, Robert Bechtle und Richard McLean repräsentieren die fotorealistische Bewegung der 1970er Jahre. Nathan Oliveira und Manuel Neri waren führend im Bay Area Figurative Movement. Die Glaskunst wurde 1967 von Marvin Lipofsky nach Oakland gebracht, der das Studienfach Glas an der Schule begründete. Zu den Absolventen zählt auch der jamaikanische Bildhauer Christopher González.
Ehemalige und gegenwärtige Mitglieder der Fakultät sind die Designer Yves Béhar, Brenda Laurel, Michael Vanderbyl, und Martin Venezky; die Architekten Tom Faulders, Ila Berman, und Craig Scott; die Künstler Kim Anno, David Heintz, Yigal Ozeri, Raymond Saunders, Claudia Bernardi, Jordan Kantor, Kota Ezawa, Christian Jankowski, Tim Lee, II Mario Ybarra. Larry Sultan, Jim Goldberg, Brian Conley, Ken Lum, und Lia-Koch; der Goldschmied Alan Revere, die Schriftsteller Tom Barbash, M Celeste Connor, Joseph Lease, Aimee Phan, Lisa Robertson, Mitchell Schwarzer, Dodie Bellamy, und Kevin Killian; die Kuratoren Raimundas Malasauskas, Renny Pritikin, und Jens Hoffmann und der Filmemacher Rob Epstein.
Siehe auch: Kategorie:Hochschullehrer (California College of the Arts)

## Standorte
Der Campus in Oakland umfasst 16.000 m². Zwei seiner Gebäude sind im National Register of Historic Places verzeichnet. Auf dem Campus sind die Bachelorstudiengänge in Animation, Keramik, community art, Glaskunst, Goldschmiedekunst, Fotografie, Grafik, Bildhauerei, Textilkunde, Bildwissenschaft, Schreiben und Literatur untergebracht.
Das 15.000 m² große Hauptgebäude des Campus in San Francisco war ursprünglich ein 1951 errichtetes Gebäude zur Reparatur von Bussen der Greyhound Lines. Es zählt den bemerkenswerten „grünen“ Strukturen in San Francisco. Auf dem Campus sind die Klassen für Malen und Zeichnen, Architektur, Grafikdesign, Illustration, Film, Modedesign, Produktdesign, Industriedesign und Raumgestaltung der Masterstudiengänge angesiedelt.